# Ammonio di Nitria
Ammonio di Nitria (... – Nitria, 356?) è stato un monaco cristiano egiziano.
Nel 330, dopo 18 anni di matrimonio in castità, fondò nel deserto di Nitria una comunità di asceti sul modello di Sant'Antonio Abate. È venerato dalla chiesa copta il 4 ottobre.
| Controllo di autorità | VIAF (EN) 326159474306827662229 · ISNI (EN) 0000 0004 4720 3016 · BAV 495/43802 · CERL cnp02150658 · LCCN (EN) nr90013480 · GND (DE) 1089424418 · J9U (EN, HE) 987007392182305171 · CONOR.SI (SL) 22479459 |